# یونایتی لاین
یونایتی لاین (انگلیسی: Unity Line) شرکت کشتیرانی لهستانی است، که در سال ۱۹۹۴ تأسیس شد.